# Джошуа, Энтони
Энтони Олувафеми Оласени Джошуа (англ. Anthony Oluwafemi Olaseni Joshua; 15 октября 1989, Уотфорд, Хартфордшир, Англия, Великобритания) — британский боксёр-профессионал, выступающий в тяжёлой весовой категории.
Олимпийский чемпион 2012 года в категории свыше 91 кг.
Бывший чемпион мира по версии IBF (2016—2019, 2019—2021), WBA (2017—2019, 2019—2021), WBO (2018—2019, 2019—2021), IBO (2017—2019, 2019—2021) в тяжёлом весе. Победил 9 бойцов за титул чемпиона мира в тяжёлом весе. Награждён орденом Британской империи (2013). Лучшая позиция по рейтингу BoxRec — 1-й (апрель 2017) и является 1-м среди британских боксёров тяжёлой весовой категории, а по рейтингам основных международных боксёрских организаций на февраль 2024 года занимает: 1-ю строку рейтинга WBC, 2-ю строку рейтинга WBA, 3-ю строку рейтинга IBF, 1-ю строку рейтинга WBO и 3-ю строчку рейтинга журнала «The Ring», — входя в ТОП-10 лучших тяжёловесов всего мира.
Обладатель наград «Проспект года» (2014), «Бой года» (2017), «Событие года» (2019; 2021), «Раунд года» (2019) по версии журнала The Ring.
Джошуа неизменно входит в десятку лучших тяжеловесов мира по итогам года по версии BoxRec с 2014 года, заняв первое место в 2016 и 2017 гг. Второй после Джо Фрейзера тяжеловес в истории бокса, выигравший профессиональный чемпионский титул, будучи действующим Олимпийским чемпионом в тяжёлом весе. Второй после Леннокса Льюиса британский тяжеловес, ставший чемпионом мира после победы на Олимпийских играх.

## Биография
Энтони Джошуа родился 15 октября 1989 года в Уотфорде в семье преимущественно нигерийского (народность йоруба) происхождения. Отец Роберт — британец с нигерийскими и ирландскими корнями. Мать Йета Эдусаньи, нигерийка, социальный работник, Брат Джейкоб Джошуа. Сёстры Лоретта Джошуа, Джанет Джошуа. Раннее детство он провёл в Нигерии. В Англию вернулся, когда пришло время идти в школу. После окончания школы пошёл работать на кирпичный завод в родном Уотфорде. Переехал в столицу, когда ему было 17 лет. Год спустя Энтони привёл в бокс его двоюродный брат, который взял его с собой к Финчли ABC, чтобы начать обучение. Будучи от природы одарённым спортсменом, Энтони Джошуа играл в футбол на высоком уровне. У него была отличная выносливость и скорость, и он пробегал дистанцию 100 м менее чем за 11 секунд. Однако, именно бокс стал его страстью, и Джошуа быстро поднялся по карьерной лестнице.

## Любительская карьера
Боксом Джошуа начал заниматься только в 18 лет, однако, очень быстро начал набираться опыта и побеждать на различных турнирах на уровне страны. Сперва дела в боксе шли у Джошуа не так уж и гладко. Одно время он собирался забросить это дело и покинуть зал. От такого решения Джошуа отговорил его тренер.

Я был готов послать бокс куда подальше. Это были безрассудные дни, я курил. Но бокс позволил мне изменить свою жизнь. Когда я был моложе, я просто тусил, у меня были неприятности, судебные дела. Тренер дал мне понять, как забыть о своем «эго» и выполнять инструкции, если хочешь чего-то добиться. Шон говорил: «Заткнись, иди работать и прекрати говорить». — Энтони Джошуа
В 2008 встретился с будущим соперником в профессионалах Диллианом Уайтом. Для Уайта это был дебютный поединок в любительском боксе, до этого он занимался кикбоксингом. Уайт победил по очкам Джошуа и по ходу встречи смог отправить его в нокдаун. Для Джошуа это было первое поражение на любительском ринге. Эта победа в будущем прославила Уайта.
В 2009 году выиграл кубок Харингея по боксу в тяжёлом весе.
В мае 2010 года стал чемпионом Англии среди любителей по версии ABAE в тяжёлом весе.
В 2011 году встретился с будущим серебряным призёром Олимпийских игр Джозефом Джойсом. Джошуа победил нокаутом в первом раунде.
В 2011 году сохранил свой титул ABAE и вышел в четвертьфинал чемпионата Европы, проиграв техническим нокаутом в третьем раунде румыну Михаю Нистору, потерпев единственное досрочное поражение в любителях. Сам Джошуа, комментируя этот бой уже в профессионалах, сослался на ужасную физическую форму, так как был отстранён от выступлений и на чемпионат Европы его пригласили за две недели до его начала.
В 2011 году принял участие в чемпионате мира в Баку, где завоевал серебряную медаль. В 1/8 финала победил Мохамед Арджауи. В четвертьфинале победил Роберто Каммарелле. В полуфинале встретился с Эриком Пфайфером. В первом раунде Джошуа сломал ему нос и в результате бой был остановлен. В финале встретился с Магомедрасулом Меджидовым. Во втором раунде Джошуа был отсчитан нокдаун. В итоге Меджидов победил с минимальным преимуществом в одно очко (21-22). Решение было спорным. Тем не менее Джошуа обеспечил себе квалификацию на Олимпиаду в Лондоне в 2012 году.
После этого поражения мать Джошуа, которая было недовольна решением сына стать боксёром, перестала приходить на его поединки.
В октябре 2011 года он был назван боксёром-любителем года по версии клуба писателей Великобритании.

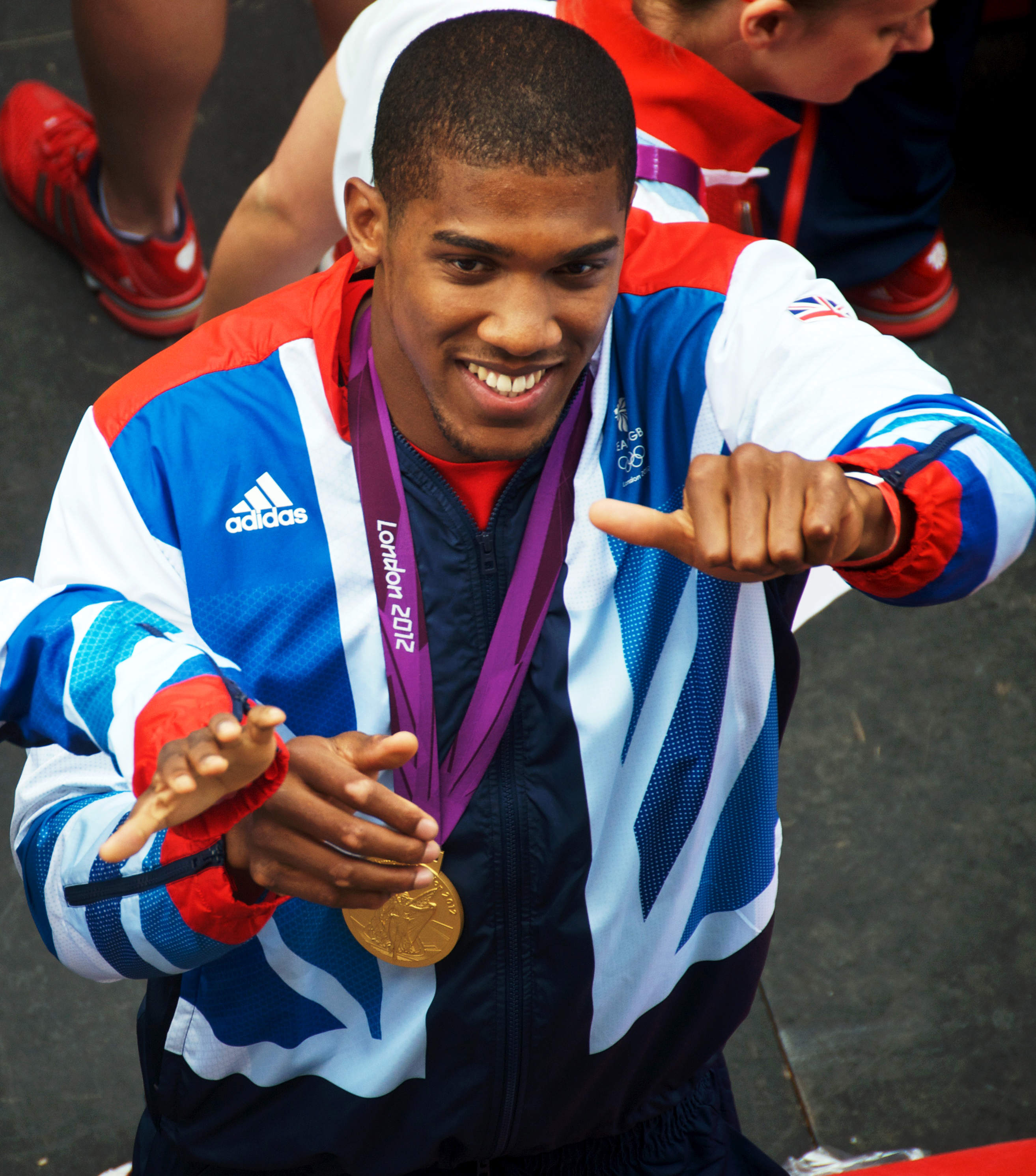
Джошуа со своей золотой олимпийской медалью в сентябре 2012 года

В 2012 году принял участие на Олимпиаде в Лондоне, где дошёл до финала в весовой категории свыше 91 кг, в 1/8 финала победил кубинца Эрисланди Савона (17-16), в четвертьфинале победил китайца Чжана Чжилэя (15-11), в полуфинале победил казахстанца Ивана Дычко (13-11). В финале, 12 августа, Джошуа и олимпийский чемпион 2008 года итальянец Роберто Каммарелле набрали по 18 баллов, и по решению судей победа была присуждена британцу. Джошуа стал одним из двух британцев, выигравших золото в мужском боксе на домашних Играх (наряду с Люком Кэмпбеллом).

## Профессиональная карьера
24 июля 2013 года Энтони Джошуа перешёл в профессиональный бокс и заключил контракт с Эдди Хирном (Matchroom Sport). Дебют состоялся 5 октября 2013 года против непобеждённого Эмануэле Лео, у которого уже было 8 боёв. Джошуа нокаутировал соперника в 1 раунде.
Первые 6 поединков Джошуа провёл с малоизвестными боксёрами, одержав во всех боях победу нокаутом в ранних раундах.
В июле 2014 Джошуа встретился с опытным экс-чемпионом Британского содружества — Мэттом Скелтоном. Во втором раунде Джошуа отправил соперника в нокдаун. Скелтон с трудом поднялся на счёт 9. Джошуа продолжил атаковать и снова потряс Мэтта. Рефери видя, что Скелтон выглядит потрясённым прекратил поединок.
11 октября 2014 года в бою против Дениса Бахтова завоевал вакантный титул WBC International.

### Дебют на PPV
22 ноября 2014 встретился с Майклом Спроттом. В этом бою Джошуа впервые выступил на платном телевидении в андеркарте реванша Тони Белью — Нейтен Клеверли. Джошуа победил техническим нокаутом в первом раунде.
4 апреля 2015 года встретился с Джейсоном Гаверном. Джошуа дважды отправлял своего соперника в нокдаун во 2-м раунде и дважды в 3-м, и в результате нокаутировал его в 3-м раунде.
9 мая 2015 года встретился с Рафаэлом Зумбану. Во втором раунде Джошуа нанёс правый прямой, нокаутировав своего противника.

### Бой с Кевином Джонсоном
30 мая 2015 года встретился с бывшим претендентом на титул чемпиона мира американцем Кевином Джонсоном. Первоначально бой планировался на 31 января, но Джошуа получил травму спины, и бой был перенесён. В конце первого раунда Джошуа отправил Джонсона в нокдаун (2 в его карьере). Джонсон поднялся, но Джошуа комбинацией отправил его во 2 нокдаун. Прозвучал гонг. Рефери разрешил Джонсону продолжить бой. Во 2 раунде Джошуа устроил добивание потрясённого соперника. Рефери прекратил бой. Джонсон потерпел своё первое досрочное поражение в карьере. После этого боя Джошуа поднялся на 2-ю строчку рейтинга WBC.

### Бой с Гэри Корнишем
12 сентября 2015 года был запланирован 12-раундовый бой Энтони Джошуа с поляком, Мариушем Вахом. Ради полноценной подготовки Джошуа решил отказаться от промежуточного поединка, который был назначен на 18 июля, и сконцентрировался на подготовке к Мариушу Ваху. Но так как промоутеры боксёров не смогли прийти к согласию в финансовой стороне, то бой не состоялся. На ринг против Джошуа в этот день вышел другой непобеждённый шотландский боксёр Гэри Корниш. Уже в первом раунде Джошуа нокаутировал соперника, нанеся первое поражение Корнишу. Для Джошуа это был первый «полноформатный» (рассчитанный на 12 раундов) поединок в карьере.

### Бой с Диллианом Уайтом
12 декабря 2015 года в Лондоне состоялся поединок между непобеждёнными Энтони Джошуа и бывшим чемпионом Европы по кикбоксингу Диллианом Уайтом за титулы чемпиона Великобритании и Британского содружества. Этот бой позиционировался как матч-реванш, так как спортсмены встречались в любителях и тогда победу одержал Уайт. Бой начался без всякой разведки, соперники очень активно начали поединок и с первых секунд пошли в размен ударами. В концовке первого раунда Джошуа очень увлёкся атакой и нанёс удар уже после гонга, после чего Уайт бросился ему отвечать (слегка досталось и судье), вследствие этого на ринг выбежали все, кто находился в углах ринга, и могла начаться массовая потасовка, но её удалось избежать. Во втором раунде Джошуа, увлёкшись атакой, пропустил левый хук от Диллиана, который его серьёзно потряс, но он смог устоять. Уайт изо всех сил пытался добить Джошуа, но сделать этого ему не удалось. После второго раунда Джошуа сделал выводы и стал вести бой более обдуманно и осторожно, но всё равно Уайт иногда серьёзно попадал сопернику, хотя сам Джошуа делал это гораздо чаще. Кульминация поединка наступила в седьмом раунде, когда Джошуа удалось нанести сильный правый боковой в висок, после которого Диллиана сильно шатнуло. Джошуа бросился на добивание оппонента и в одной из серий провёл точный правый апперкот, после которого Уайт упал на настил ринга и ещё долго не мог подняться. Для Диллиана это поражение стало первым в профессиональной карьере. После боя Джошуа заявил, что готов дать реванш Уайту.

### Чемпионский бой с Чарльзом Мартином
9 апреля 2016 года в Лондоне встретился с чемпионом мира по версии IBF американцем Чарльзом Мартином. Мартин проводил первую защиту титула, а британец занимал 5-ю строчку рейтинга. Джошуа с первого раунда захватил инициативу, нанося мощные одиночные удары справа с дистанции, Мартин выглядел растерянным. В начале второго раунда Джошуа правым кроссом отправил чемпиона в нокдаун. Мартин поднялся на счёт «девять». Джошуа пошёл в атаку и вновь отправил соперника правым кроссом на настил ринга. Мартин сумел подняться на счёт «десять». Рефери остановил поединок. Джошуа стал новым чемпионом мира в тяжёлом весе по версии IBF. Бой предложила провести команда Мартина, который до боя с Джошуа не знал поражений. Однако позже промоутер Джошуа Эдди Хирн заявил, что сделка с Мартином была одной из тех, что он заключал, заявив, что заплатил ему целое состояние. Другой действующий чемпион мира Тайсон Фьюри проиграл пари, в котором поставил 1000 фунтов на победу Мартина нокаутом. Завоевав чемпионский титул IBF, Джошуа продолжил усиленные тренировки, проводя ежедневно в зале по 13 часов.
Вскоре после боя Джошуа подписал контракт с американским телеканалом «Showtime».

### Бой с Домиником Бризилом
25 июня 2016 года в Лондоне Джошуа встретился с непобеждённым американцем Домиником Бризилом (17-0, 15 КО). Для Джошуа это была первая защита чемпионского титула. Бризил заявлял, что гарантированно отберёт у Джошуа титул. Но в бою уже с первого раунда Джошуа имел явное преимущество, а Бризил всё время опаздывал, не успевая за скоростью Джошуа. Хотя Бризил и вытерпел большое количество точных попаданий и сумел перевести бой во вторую половину, однако в самом начале 7-го раунда Джошуа отправил его на настил ринга, тот поднялся, но после ещё одного нокдауна бой был остановлен.

### Бой с Эриком Молиной
В рамках второй титульной защиты Джошуа встретился с Эриком Молиной (25-3, 19 КО). Многие считали, что Молина сможет оказать сопротивление Джошуа, так как тот сумел доставить некоторые проблемы чемпиону Деонтею Уайлдеру. В 1 раунде Молина настолько опасался чемпиона, что за весь раунд едва ли выбросил больше одного силового удара. Джошуа не форсировал события, пристреливался, и пару раз чиркнул по лицу противника кошачьим боковым слева. Во 2-м раунде Эрику пригодилось умение держать удар: несколько ударов он пропустил без катастрофических последствий. Джошуа не спешил и разыгрывал ситуацию наверняка. В 3-м раунде Джошуа правым прямым отправил Молину на настил в углу. Претендент с трудом поднялся на ноги, чтобы спустя несколько секунд получить запись «поражение» в послужной список — рефери дал отмашку, когда Джошуа безответно влепил противнику несколько точных ударов и тот повис на канатах.

### Бой с Владимиром Кличко
29 апреля 2017 года в Лондоне на стадионе «Уэмбли» состоялся чемпионский бой между чемпионом Энтони Джошуа и бывшим чемпионом Владимиром Кличко. На кону стоял титул IBF, принадлежащий Джошуа, а также вакантные титулы WBA и IBO. К этому бою Энтони Джошуа помогали готовиться четыре спарринг-партнёра: Мариуш Вах, Лоуренс Околи, Джозеф Джойс и Фрейзер Кларк.
Несмотря на долгий перерыв между боями, Владимир Кличко был в отличной физической форме и даже смог послать в нокдаун (6-й раунд) более молодого чемпиона, но всё же был нокаутирован в 11-м раунде. Победа Энтони Джошуа техническим нокаутом в 11-м раунде. На момент остановки боя Джошуа вёл на карточках 2 из 3 судей: 96— 93 Джошуа; 93— 95 Кличко; 95— 93 Джошуа. После этого боя Владимир Кличко ушёл из бокса. Бой был признан боем года по версии ряда авторитетных изданий. Бойцы получили равный гонорар по 13 миллионов долларов без учета платных трансляций PPV.

### Бой с Карлосом Такамом

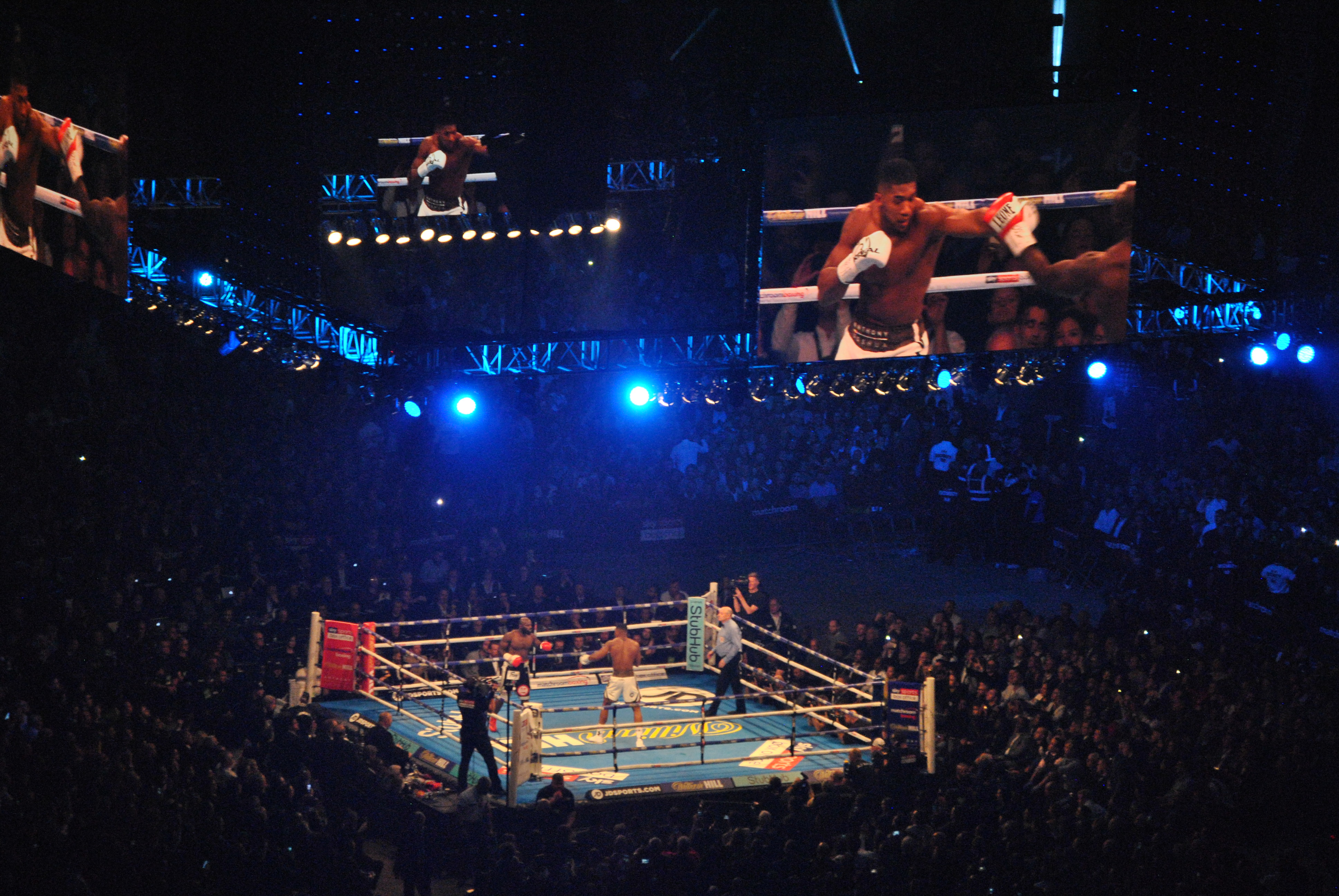
Бой с Карлосом Такамом

После боя с Владимиром Кличко IBF постановила, что до конца августа текущего года британец Энтони Джошуа должен будет провести защиту своего пояса в поединке с официальным претендентом Кубратом Пулевым (25-1, 13 KO). Однако Джошуа предпочёл вариант реванша с Владимиром Кличко, и IBF согласилась предоставить ему отсрочку, но 3 августа 2017 года Владимир Кличко объявил о завершении карьеры, и таким образом было принято решение провести бой с Пулевым. Однако незадолго до боя Пулев получил травму, и следующим обязательным претендентом и противником Джошуа стал Карлос Такам. Бой прошёл в Кардиффе на стадионе Миллениум, вмещающем 80 000 зрителей. В этом бою был установлен мировой рекорд по продажам билетов на бокс-шоу. Как пишет The Telegraph, за один день фанаты раскупили практически все места на Principality Stadium в Кардиффе (Уэльс) — 70 тысяч. Он также установил рекорд по посещаемости боксёрского матча в помещении (Предыдущий рекорд принадлежал реваншу между Мухаммедом Али и Леона Спинкса, который собрал 63,000 фанатов в Новый Орлеан Superdrome в 1978 году). Гонорар Джошуа составит 20 миллионов долларов, а Такама − 5, что станет крупнейшими гонорарами для обоих боксёров.
Джошуа доминировал весь бой. В 4 раунде он послал Такама в нокдаун. Такам выдерживал удары и периодически контратаковал. В 10 раунде Джошуа провёл серию ударов в голову Такама. Такам пошатнулся, но не был потрясён. Рефери остановил бой. Такам не согласился с решением рефери. Решение было спорным. Многие, в том числе и Джошуа, сочли остановку преждевременной. В комментариях после боя Джошуа заявил, что готовился к сопернику совершенно другого стиля, и во 2 раунде Такам головой повредил ему нос, и он не мог нормально дышать, при этом отметил, что сильное рассечение Такама, поставленное им в 4 раунде, почти закрывшее ему глаз, также помешало ему выложиться на максимум. Такам сослался на преждевременную остановку боя и катастрофическую нехватку времени, требуемую для подготовки. Этот поединок стал для Джошуа 20-м подряд, в котором он нокаутировал соперника, тем самым он побил достижение Майка Тайсона из первых 19 боёв, выигранных досрочно.

### Объединительный бой с Джозефом Паркером
31 марта 2018 года Джошуа единогласным решением судей победил новозеландца Джозефа Паркера (24-0, 18 КО) и завоевал ещё один титул чемпиона мира в супертяжёлой весовой категории. Чтобы стать абсолютным чемпионом мира, Джошуа не хватает пояса WBC, который до февраля 2020 года принадлежал американцу Деонтею Уайлдеру (40-0-1, 39 КО).

### Бой с Александром Поветкиным
6 апреля 2018 года Александр Поветкин был официально назначен обязательным претендентом на титул чемпиона мира по версии Всемирной боксёрской ассоциации (WBA) в тяжёлом весе, которым владеет британец Энтони Джошуа. Сторонам боксёров было отведено 30 дней для переговоров. В итоге бой был назначен на 22 сентября и состоялся в Лондоне на стадионе Уэмбли. Победа Джошуа в 7-м раунде.

### Поражение в бою с Энди Руисом
В середине февраля 2019 года было официально объявлено о том, что 1 июня Джошуа проведёт защиту своих титулов в бою против американца Джаррелла Миллера (23-0-1) в Нью-Йорке на знаменитой арене Мэдисон Сквер Гарден. В середине апреля 2019 года стало известно, что Джаррелл Миллер провалил несколько контрольных допинг-тестов подряд, и ему было отказано в выдаче боксёрской лицензии, из-за чего он перестал быть соперником чемпиона мира Энтони Джошуа. Но команда Джошуа бой не отменила, а постаралась как можно скорее найти замену Миллеру.
Боксёром, заменившим Миллера, стал Энди Руис. Поединок проходил с переменным успехом. В третьем раунде Джошуа сумел отправить соперника в нокдаун, но в том же раунде Руис сумел реваншироваться и дважды отправил в нокдаун Джошуа. В седьмом раунде Руис ещё дважды отправил соперника на настил ринга, после чего рефери остановил поединок.

### Реванш с Энди Руисом
Бой состоялся 7 декабря 2019 года в Эд-Диръии, Саудовская Аравия. Бой продлился все отведённые 12 раундов. Победителем со счётом 118—110, 119—109 и 118—110 был объявлен Энтони Джошуа, вернувший себе чемпионские титулы после сенсационного прошлогоднего поражения в Нью-Йорке.

### Бой с Кубратом Пулевым
Поединок состоялся 12 декабря 2020 года на лондонской арене SSE Arena. В нем участвовали защищающийся чемпион мира по версиям WBA (Super), IBF, WBO и IBO Энтони Джошуа и обязательный претендент по версии IBF Кубрат Пулев. Джошуа доминировал весь бой и победил нокаутом в девятом раунде.

### Реванш с Александром Усиком
Реванш Энтони Джошуа и Александра Усика состоялся 20 августа 2022 года на стадионе Король Абдалла Спортс Сити в городе Джидда, Саудовской Аравии. Организаторы дали название этому противостоянию Rage on the Red Sea (Ярость на Красном море). На кону поединка — титулы чемпиона мира по версиям WBA Super, WBO, IBF, IBO (первая защита Усика в тяжёлом весе), а также вакантный титул чемпиона мира по версии авторитетного журнала The Ring. Энтони Джошуа проиграл раздельным решением судей. Счёт: 113—115, 115—113, 116—112.

### Бой с Джермейном Франклином
1 апреля 2023 года в Лондоне состоялось возвращение Энтони Джошуа после двух поражений от Александра Усика и под руководством нового тренера из США Деррика Джеймса. Джошуа победил Джермейна Франклина (21-1, 14 КО) единогласным решением судей: 118—111, 117—111 — дважды. Гарантированный гонорар Джошуа за бой составил 10 миллионов фунтов стерлингов. 29-летний Франклин получил около 800 тысяч фунтов стерлингов.

### Бой с Робертом Хелениусом
Команда Джошуа договорилась о проведении матча-реванша с Диллианом Уайтом, и компания Matchroom Boxing официально анонсировала этот бой. 5 августа стало известно, что Диллиан Уайт провалил допинг-тест, из-за чего команда британца начала поиски нового оппонента. Промоутер Эдди Хирн 8 августа объявил нового соперника Энтони Джошуа — 39-летнего финского боксёра Роберта Хелениуса (32-4). Бой состоялся 12 августа на арене O2 Arena в Лондоне. Оба боксёра осторожничали и лишь изредка работали джебом. После «шахматных» и комфортных шести раундов с минимальным количеством моментов в исполнении Джошуа и Хелениуса, в середине седьмой трёхминутки сумел нанести сокрушительный удар справа, который отправил Хелениуса в нокаут. Для британца это первая досрочная победа за последние почти три года. Гарантированный гонорар Джошуа составил 8 миллионов фунтов стерлингов, в то время как Хелениус, согласно сообщениям, получил 1,5 миллиона фунтов стерлингов. Бой не транслировался по системе PPV ввиду замены соперника и недостаточной значимости.

### Бой с Отто Валлиным
Бой состоялся 23 декабря 2023 года, в рамках крупного боксёрского шоу в Эр-Рияде Саудовской Аравии. Джошуа доминировал на протяжении пяти раундов и в перерыве швед отказался от продолжения боя. Турнир получил статус Событие года по версии журнала «Ринг».

### Бой с Френсисом Нганну
После срыва ожидаемого боя Джошуа — Уайлдер был подписан контракт на бой с экс-чемпионом UFC в тяжёлом весе Франсисом Нганну. Бой состоялся в Саудовской Аравии 8 марта 2024 года и завершился досрочной победой Джошуа во втором раунде. Энтони спокойно начал бой держа камерунца на дистанции контролируя джебом. Нганну был пассивен и ждал момента для нанесения своего тяжёлого удара изредка выбрасывая не точные боковые и прямые. В конце первого раунда правым прямым Джошуа роняет Нганну в нокдаун за минуту до конца раунда. Джошуа не стал торопить события и спокойно отработал до гонга. Второй же раунд стал последним, меньше чем за минуту до конца раунда Джошуа правым боковым отправляет Френсиса в нокдаун, а после отсчёта рефери этим же ударом оформляет нокаут. Нганну потребовалась кислородная маска, чтобы прийти в себя. Джошуа заработал за неполные два раунда 44.6 млн долларов, Нганну — 20 млн долларов. Гонорары указаны без учёта платных трансляций PPV.

### Бой с Даниелем Дюбуа
Бой за временный титул IBF которым владеет Даниель Дюбуа был запланирован на 21 сентября 2024 года, однако 26 июня абсолютный чемпион в супертяжёлом весе Александр Усик неожиданно и в добровольном порядке отказался от титула IBF несмотря на полученную в мае официальную отсрочку от обязательной защиты. В своём видеообращении Усик объяснил отказ «подарком на бой 21 сентября» между временным чемпионом Дюбуа и Джошуа. Таким образом Дюбуа стал полноценным чемпионом без боя, а Джошуа стал претендентом на титул IBF.
Бой прошел на переполненном стадионе Уэмбли в Лондоне обновив рекорд посещаемости вместив 96 тысяч болельщиков. У экспертов, фанатов и букмекеров Энтони Джошуа шел фаворитом. Чемпион Дюбуа сразу пошел вперед и почти сразу потряс фаворита двойкой, но Джошуа смог выстоять, двигался и искал свои шансы. В конце раунда Дюбуа точным ударом справа попадает и посылает Джошуа в нокдаун, с отчетом рефери раунд заканчивается. Во втором раунде Дюбуа снова агрессивно давит потерявшегося Джошуа, тот либо уходит на ногах или клинчует. В третьем раунде Джошуа попытался не отдавать пространство и сразу встречать Дюбуа жестким джебом. За 10-ть секунд до конца Энтони снова пропускает двойку от правого точного заваливается на канаты и после серии добивающих оказывается на полу. Рефери отсчитывает, Джошуа садится в угол. В 4-й трехминутке Джошуа в первом же размене на первых секундах пропускает и падает в пол. Раунд проходит нервно, рефери делает замечание Дюбуа за случайный удар низко и что есть опасное сближение головой. Такая пауза дает Энтони отдышаться пусть и проиграв раунд. В 5-м раунде Джошуа наконец плотно попадает и потрясает чемпиона, но при попытке добить натыкается два жестких правых и оказывается в тяжелом нокдауне. Рефери после отсчета фиксирует нокаут. Дюбуа не просто защитил пояс, но и заработал самый большой гонорар в карьере 3,5 млн фунтов стерлингов (4,6 миллиона долларов). От продажи PPV ему полагается еще 40%, благодаря чему может рассчитывать на $10 млн. Гонорар проигравшего Джошуа составил 6 миллионов фунтов стерлингов (7,98 миллиона долларов).  По условиям контракта, Джошуа получит ещё 60% прибыли от PPV. Суммарный доход составил более $33 млн.

## Статистика профессиональных боёв
В таблице перечислены результаты всех поединков боксёров.
В каждой строке указан результат поединка. Дополнительно номер поединка обозначен цветом, который обозначает итог поединка. Расшифровка обозначений и цветов представлена в нижеследующей таблице.
| Пример | Расшифровка                     |
| ------ | ------------------------------- |
|        | Победа                          |
|        | Ничья                           |
|        | Поражение                       |
|        | Планируемый поединок            |
|        | Поединок признан несостоявшимся |
| КО     | Нокаут                          |
| ТКО    | Технический нокаут              |
| PTS    | Решение судей (по очкам)        |
| UD     | Единогласное решение судей      |
| MD     | Решение большинства судей       |
| SD     | Раздельное решение судей        |
| RTD    | Отказ от продолжения боя        |
| DQ     | Дисквалификация                 |
| NC     | Поединок признан несостоявшимся |

| 32 поединка, 28 побед (25 нокаутом), 4 поражения. | 32 поединка, 28 побед (25 нокаутом), 4 поражения. | 32 поединка, 28 побед (25 нокаутом), 4 поражения. | 32 поединка, 28 побед (25 нокаутом), 4 поражения. | 32 поединка, 28 побед (25 нокаутом), 4 поражения.           | 32 поединка, 28 побед (25 нокаутом), 4 поражения. | 32 поединка, 28 побед (25 нокаутом), 4 поражения. |
| Бой                                               | Рекорд                                            | Дата боя                                          | Соперник                                          | Место боя                                                   | Результат                                         | Данные о бое |
| ------------------------------------------------- | ------------------------------------------------- | ------------------------------------------------- | ------------------------------------------------- | ----------------------------------------------------------- | ------------------------------------------------- | --- |
| 32                                                | 28-4-0 (25 КО)                                    | 21 сентября 2024                                  | Даниель Дюбуа (21-2)                              | Wembley Stadium, Лондон, Великобритания                     | KO 5 (12), 0:59                                   | Бой за титул чемпиона мира по версии IBF (1-я защита Дюбуа) в тяжелом весе. Джошуа в нокдауне в 1-м, 3-м и 4-м раундах. |
| 31                                                | 28-3-0 (25 КО)                                    | 8 марта 2024                                      | Франсис Нганну (0-1)                              | Kingdom Arena, Эр-Рияд, Саудовская Аравия                   | KO 2 (10), 2:38                                   | Френсис в нокдауне в 1-м и во 2-м раунде |
| 30                                                | 27-3-0 (24 КО)                                    | 23 декабря 2023                                   | Отто Валлин (26-1)                                | Kingdom Arena, Эр-Рияд, Саудовская Аравия                   | RTD 5 (12), 3:0                                   | |
| 29                                                | 26-3-0 (23 КО)                                    | 12 августа 2023                                   | Роберт Хелениус (32-4)                            | O2 Арена, Лондон, Великобритания                            | KO 7 (12), 1:27                                   | |
| 28                                                | 25-3-0 (22 КО)                                    | 1 апреля 2023                                     | Джермейн Франклин (21-1)                          | O2 Арена, Лондон, Великобритания                            | UD 12                                             | Счёт: 118-111, 117-111 (дважды). |
| 27                                                | 24-3-0 (22 KO)                                    | 20 августа 2022                                   | Александр Усик (2) (19-0)                         | Король Абдалла Спортс Сити, Джидда, Саудовская Аравия       | SD 12                                             | Счёт: 113:115, 115:113, 116:112. Бой за титул чемпиона мира по версиям WBA Super, WBO, IBF и IBO (1-я защита Усика) в тяжёлом весе. А также за вакантный титул чемпиона мира по версии The Ring.                                                                        |
| 26                                                | 24-2-0 (22 KO)                                    | 25 сентября 2021                                  | Александр Усик (18-0)                             | Tottenham Hotspur Stadium, Тоттенем, Лондон, Великобритания | UD 12                                             | Счёт: 117-112, 116-112, 115-113. Потерял титул чемпиона мира по версиям WBA Super, WBO, IBF и IBO (2-я защита Джошуа) в тяжёлом весе. |
| 25                                                | 24-1-0 (22 KO)                                    | 12 декабря 2020                                   | Кубрат Пулев (28-1)                               | Уэмбли Арена, Уэмбли, Лондон, Великобритания                | KO 9 (12), 2:5                                    | Защитил титул чемпиона мира по версиям WBA Super, WBO, IBF и IBO (1-я защита Джошуа). Трижды за бой отправлял соперника в нокдаун и в 9 раунде завершил бой нокаутом.                                                                                                   |
| 24                                                | 23-1-0 (21 KO)                                    | 7 декабря 2019                                    | Энди Руис (2) (33-1)                              | Diriyah Arena, Эд-Диръия, Саудовская Аравия                 | UD 12                                             | Счёт: 118-110, 119-109, 118-110. Завоевал титул чемпиона мира по версиям WBA Super, WBO, IBF и IBO (1-я защита Руиса). |
| 23                                                | 22-1-0 (21 KO)                                    | 1 июня 2019                                       | Энди Руис (32-1)                                  | Мэдисон-сквер-гарден, Манхэттен, Нью-Йорк, США              | TKO 7 (12), 1:27                                  | Потерял титул чемпиона мира по версиям WBA Super (4-я защита Джошуа), WBO (2-я защита Джошуа), IBF (7-я защита Джошуа) и IBO (4-я защита Джошуа). Руис в нокдауне в 3 раунде. Джошуа дважды в нокдауне в 3 раунде и дважды в 7 раунде.                                  |
| 22                                                | 22-0-0 (21 КО)                                    | 22 сентября 2018                                  | Александр Поветкин (34-1)                         | Wembley Stadium, Лондон, Великобритания                     | TKO 7 (12), 1:59                                  | Защитил титулы чемпиона мира по версиям WBA Super (3-я защита Джошуа), IBO (3-я защита Джошуа), IBF (6-я защита Джошуа), WBO (1-я защита Джошуа). Поветкин в нокдауне в 7-м раунде.                                                                                     |
| 21                                                | 21-0-0 (20 КО)                                    | 31 марта 2018                                     | Джозеф Паркер (24-0)                              | Principality Stadium, Кардифф, Уэльс, Великобритания        | UD 12                                             | Счёт: 118—110, 118—110, 119—109. Объединительный бой за титулы чемпиона мира по версиям WBA Super, IBO (2-я защита Джошуа), IBF (5-я защита Джошуа), WBO (3-я защита Паркера).                                                                                          |
| 20                                                | 20-0-0 (20 КО)                                    | 28 октября 2017                                   | Карлос Такам (35-3-1)                             | Principality Stadium, Кардифф, Уэльс, Великобритания        | TKO 10 (12), 1:34                                 | Защитил титулы чемпиона мира по версиям WBA Super, IBO (1-я защита Джошуа) и IBF (4-я защита Джошуа). Такам в нокдауне в 4-м раунде. Счёт: 89-81, 89-81, 90-80. |
| 19                                                | 19-0-0 (19 КО)                                    | 29 апреля 2017                                    | Владимир Кличко (64-4)                            | Wembley Stadium, Лондон, Великобритания                     | TKO 11 (12), 2:25                                 | Объединительный бой за вакантные титулы чемпиона мира по версиям WBA Super, IBO и защита титула чемпиона мира по версии IBF (3-я защита Джошуа). Джошуа впервые в карьере в нокдауне в 6 раунде. Кличко в нокдауне в 5 и дважды в 11 раунде. Счёт: 96-93, 93-95, 95-93. |
| 18                                                | 18-0-0 (18 КО)                                    | 10 декабря 2016                                   | Эрик Молина (25-3)                                | Manchester Arena, Манчестер, Великобритания                 | TKO 3 (12), 2:02                                  | Защитил титул чемпиона мира по версии IBF (2-я защита Джошуа). Молина в нокдауне в 3 раунде. |
| 17                                                | 17-0-0 (17 КО)                                    | 25 июня 2016                                      | Доминик Бризил (17-0)                             | O2 Арена, Лондон, Великобритания                            | TKO 7 (12), 1:01                                  | Защитил титул чемпиона мира по версии IBF (1-я защита Джошуа). Бризил в нокдауне в 7 раунде. |
| 16                                                | 16-0-0 (16 КО)                                    | 9 апреля 2016                                     | Чарльз Мартин (23-0-1)                            | O2 Арена, Лондон, Великобритания                            | KO 2 (12), 1:32                                   | Завоевал титул чемпиона мира по версии IBF (1-я защита Мартина). Мартин в нокдауне во 2 раунде. |
| 15                                                | 15-0-0 (15 КО)                                    | 12 декабря 2015                                   | Диллиан Уайт (16-0)                               | O2 Арена, Лондон, Великобритания                            | KO 7 (12), 1:27                                   | Завоевал вакантный титул чемпиона Англии по версии BBBofC и защитил титулы чемпиона Британского Содружества наций (Commonwealth) и чемпиона по версии WBC International.                                                                                                |
| 14                                                | 14-0-0 (14 КО)                                    | 12 сентября 2015                                  | Гэри Корниш (21-0)                                | O2 Арена, Лондон, Великобритания                            | TKO 1 (12), 1:37                                  | Завоевал вакантный титул чемпиона Британского Содружества наций (Commonwealth) и защитил титул чемпиона по версии WBC International. |
| 13                                                | 13-0-0 (13 КО)                                    | 30 мая 2015                                       | Кевин Джонсон (29-6-1)                            | O2 Арена, Лондон, Великобритания                            | TKO 2 (10), 1:22                                  | Защитил титул чемпиона по версии WBC International. Джонсон трижды в нокдауне в 1 раунде. |
| 12                                                | 12-0-0 (12 КО)                                    | 9 мая 2015                                        | Рафаэл Зумбану (36-10-1)                          | Barclaycard Арена, Бирмингем, Великобритания                | TKO 2 (8), 1:21                                   | Лове в нокдауне во 2 раунде. |
| 11                                                | 11-0-0 (11 КО)                                    | 4 апреля 2015                                     | Джейсон Гаверн (26-19-4)                          | Метро Радио Арена, Ньюкасл-апон-Тайн, Великобритания        | KO 3 (8), 1:21                                    | Гаверн дважды в нокдауне во 2 раунде. Гаверн в нокдауне в 3 раунде. |
| 10                                                | 10-0-0 (10 КО)                                    | 22 ноября 2014                                    | Майкл Спротт (42-22)                              | Echo Арена, Ливерпуль, Великобритания                       | TKO 1 (10), 1:26                                  | Защитил титул чемпиона по версии WBC International. |
| 9                                                 | 9-0-0 (9 КО)                                      | 11 октября 2014                                   | Денис Бахтов (38-9)                               | O2 Арена, Лондон, Великобритания                            | TKO 2 (10), 1:00                                  | Завоевал вакантный титул чемпиона по версии WBC International. |
| 8                                                 | 8-0-0 (8 КО)                                      | 13 сентября 2014                                  | Константин Айрих (21-9-2)                         | Phones 4u Arena, Манчестер, Великобритания                  | TKO 3 (8), 1:16                                   | Айрих опустился на колено в 3 раунде. |
| 7                                                 | 7-0-0 (7 КО)                                      | 12 июля 2014                                      | Мэтт Скелтон (28-8)                               | Echo Арена, Ливерпуль, Великобритания                       | TKO 2 (6), 2:33                                   | Скелтон в нокдауне во 2 раунде. |
| 6                                                 | 6-0-0 (6 КО)                                      | 31 мая 2014                                       | Мэтт Легг (7-2)                                   | Стадион Уэмбли, Лондон, Великобритания                      | KO 1 (6), 1:23                                    | |
| 5                                                 | 5-0-0 (5 КО)                                      | 1 марта 2014                                      | Эктор Авила (22-15-1)                             | Scottish Exhibition Centre, Глазго, Великобритания          | KO 1 (6), 2:14                                    | |
| 4                                                 | 4-0-0 (4 КО)                                      | 1 февраля 2014                                    | Дориан Дарч (7-2)                                 | Motorpoint Арена, Кардифф, Уэльс, Великобритания            | TKO 2 (6), 1:51                                   | |
| 3                                                 | 3-0-0 (3 КО)                                      | 14 ноября 2013                                    | Хрвое Кисичек (5-6)                               | Йорк-Холл,Лондон, Великобритания                            | TKO 2 (6), 1:38                                   | Кисичек в нокдауне во 2 раунде. |
| 2                                                 | 2-0-0 (2 КО)                                      | 26 октября 2013                                   | Пол Батлин (14-19)                                | Шеффилд Арена, Шеффилд, Великобритания                      | TKO 2 (6), 0:50                                   | Батлин в нокдауне во 2 раунде. |
| 1                                                 | 1-0-0 (1 КО)                                      | 5 октября 2013                                    | Эмануэле Лео (8-0)                                | O2 Арена, Лондон, Великобритания                            | TKO 1 (6), 2:47                                   | Профессиональный дебют в тяжёлом весе. |
| Бой                                               | Рекорд                                            | Дата боя                                          | Соперник                                          | Место боя                                                   | Результат                                         | Данные о бое |

## Поединки прошедшие по системе платных трансляций (PPV)
| № | Дата                  | Поединок                           | Место боя                                     | Телеканал      | Количество PPV | Доход с PPV  |
| - | --------------------- | ---------------------------------- | --------------------------------------------- | -------------- | -------------- | ------------ |
| 1 | 12 декабря 2015 года  | Энтони Джошуа — Диллиан Уайт       | O2 Арена, Лондон, Великобритания              | SKY Box Office | 420 000        | 10 830 000 $ |
| 2 | 9 апреля 2016 года    | Энтони Джошуа — Чарльз Мартин      | O2 Арена, Лондон, Великобритания              | SKY Box Office | 500 000        | 12 720 000 $ |
| 3 | 25 июня 2016 года     | Энтони Джошуа — Доминик Бризил     | O2 Арена, Лондон, Великобритания              | SKY Box Office | 512 000        | 13 040 000 $ |
| 4 | 10 декабря 2016 года  | Энтони Джошуа — Эрик Молина        | Manchester Arena, Манчестер, Великобритания   | SKY Box Office | 450 000        | 11 450 000 $ |
| 5 | 29 апреля 2017 года   | Энтони Джошуа — Владимир Кличко    | Wembley Stadium, Лондон, Великобритания       | SKY Box Office | 1 532 000      | 38 990 000 $ |
| 6 | 28 октября 2017 года  | Энтони Джошуа — Карлос Такам       | Principality Stadium, Кардифф, Великобритания | SKY Box Office | 887 000        | 22 580 000 $ |
| 7 | 31 марта 2018 года    | Энтони Джошуа — Джозеф Паркер      | Wembley Stadium, Лондон, Великобритания       | SKY Box Office | 1 457 000      | 37 080 000 $ |
| 8 | 22 сентября 2018 года | Энтони Джошуа — Александр Поветкин | Wembley Stadium, Лондон, Великобритания       | SKY Box Office | 1 108 000      | 28 300 000 $ |

## Антропометрические данные
- Рост — 198 см.
- Вес — 113 кг.
- Бицепс — 48,8 см.
- Бедро — 68,6 см.
- Талия — 91,5 см.
- Шея — 46 см.
- Грудь — 119,4 см.

Энтони Джошуа — правша.

## Спортивные достижения

### Титулы

#### Любительские
- 2010−2011  Чемпион Англии по версии ABAE в тяжёлом весе.
- 2011  Серебряный призёр чемпионата мира в тяжёлом весе.
- 2012  Олимпийский чемпион в тяжёлом весе.

#### Профессиональные региональные
- 2014—2015  Интернациональный чемпион по версии WBC.
- 2015  Чемпион Великобритании по версии BBBofC[англ.].
- 2015  Чемпион Британского Содружества[англ.].

#### Профессиональные мировые
- 2016—2019  Чемпион мира по версии IBF.
- 2017—2019  Чемпион мира по версии IBO.
- 2017—2019  Чемпион мира по версии WBA Super.
- 2018—2019  Чемпион мира по версии WBO.

### Награды
- Орден Британской империи степени кавалера — «за заслуги в боксе» (29 декабря 2012)[40].
- «Самый перспективный боксёр года» по версии авторитетного журнала «The Ring» (2014).
- Самый коммерчески успешный спортсмен года по версии SportsPro (2017)[41].
- Спортсмен года по версии журнала GQ (2017)[42].
- «Боксёр года» по версии BoxingScene, British Boxing Board of Control (2017)[43].
- «Бой года» (с Владимиром Кличко) по версии The Ring[44], HBO, BoxingScene, British Boxing Board of Control (2017)[45], Yahoo.com[46], ESPN[47].
- «Удар года» (Апперкот в бою с Владимиром Кличко) по версии HBO, Yahoo.com, Sky Sports[48]
- «Раунд года» (с Владимиром Кличко) по версии ESPN[49], BoxingScene[50].

### Рекорды

#### Установленные
- Бой Джошуа — Такам установил сразу 2 мировых рекорда: рекорд по продажам билетов на бокс-шоу — 70 тысяч в первый же день и рекорд по посещаемости боксёрского матча в помещении (Побил рекорд реванша между Мухаммедом Али и Леоном Спинксом, который собрал 63,000 фанатов).
- Рекорд Гиннеса — провёл урок бокса по системе Boxercise одновременно для 541 человека[51].

#### Повторённые
- Выиграл профессиональный чемпионский титул, будучи действующим Олимпийским чемпионом в супертяжёлом весе.
- Второй после Леннокса Льюиса британский тяжеловес, ставший чемпионом мира после победы на Олимпийских играх.
- Бой Джошуа — Кличко собрал на стадионе 90 000 зрителей, тем самым был повторён британский рекорд боя Лен Харви и Джок МакЭвой, установленный в 1939 году.

## Признание
В честь британского боксёра улица Cinema Street в Шагаму в Нигерии, почти половина которой находится на территориях, которыми владеет семья Джошуа, будет переименована в Anthony Joshua Street.
Про Энтони Джошуа снят документальный фильм «Дорога к Кличко»
- Появился на обложке журналов The Ring, Men's Health, GQ.[источник не указан 770 дней]

## Личная жизнь
Энтони Джошуа долгое время состоял в отношениях с Николь. Отношения у пары неровные, они то расставались, то сходились обратно. 6 октября 2015 года у Энтони и Николь родился сын Джозеф Бэйли. В конце концов Джошуа стал отцом-одиночкой, окончательно разорвав отношения с Николь, при этом купив ей квартиру в Лондоне за 500 000 фунтов стерлингов.
После боя с Владимиром Кличко, друг Энтони ювелир Леон Скиннер подарил перчатку обитую бриллиантами с автографом самого Джошуа
.
Джошуа утверждал, что не является приверженцем какой-либо одной конфессии, однако интересуется религией в целом.
Среди увлечений Джошуа игра в шахматы и музыка в стиле хип-хоп.
В начале 2017 года запустил собственную «элитную серию» спортивных добавок.

### Проблемы с законом
В возрасте 17 лет Джошуа был задержан на две недели и находился под стражей в тюрьме Рэдинга, по его словам, за драку и общественные беспорядки. Он был выпущен под залог, но из-за электронного браслета на ноге был вынужден соблюдать строгий комендантский час и возвращаться домой не позже восьми. В этот период он начал заниматься боксом.
В 2011 году, когда он уже готовился к Олимпийским играм в составе национальной сборной, при обыске его машины была найдена сумка с марихуаной. Он признал себя виновным в хранении и был приговорён к году условно и 100 часам общественных работ. Другим последствием ареста стало то, что его исключили из Олимпийской сборной.